# Überlebenskette
Der Begriff lebensrettende Kette (chain of survival) bezeichnet im angelsächsischen Raum Lebensrettende Sofortmaßnahmen von Laien bei plötzlichem Herz-Kreislaufkollaps.
Die Erstmaßnahmen in dieser Kette sind:
1. Erkennen der Symptome eines plötzlichen Herz-Kreislaufstillstands (Ansprechen, Kontrolle der Atemtätigkeit)
2. Rückenlagerung
3. Notruf
4. Herzdruckmassage (100 Mal pro Minute), dazwischen zweimalige Beatmung (Wiederbelebungsmaßnahmen)
5. Frühdefibrillation
6. (Einleitung) rascher weiterführender Maßnahmen ("Advanced Life Support")[1]

Im Gegensatz zum deutschen Begriff Rettungskette (rescue chain) bezieht sich die chain of survival ausschließlich auf die präklinischen Maßnahmen der Erstversorgung beim plötzlichen Herz-Kreislaufstillstand inklusive Erstdefibrillation.